# Funky Diamonds
Funky Diamonds је била немачка музичка група, која се састојала од пет девојака које су певале и играле.
Група је првобитно настала од 5 приајтељица: Simone, Diethilde, Indra, Sibel и Yvonne. Након што је Sibel из здравствених разлога морала напустити пројекат, 1996. године се прикључила Kira, коју је група после 3 године опет изгубила. Неколико месеци касније, децембра 1999. године, група се сасвим разишла.
Група је од 1993. до 1996. била активна као плесна група, али и као плесачице за друге извођаче. Једним случајем су добили понуду код Boombastic Music Berlin-а. Група је имала пре свега велики успех у Јапану и тамо су примили златну награду за њихов први албум.

## Чланови групе
- Simone Peter, "Mo" (Плесачица код Captain Jack, Masterboy, Cordalis)
- Diethilde Gomes, "Dee Dee" (Плесачица код Culture Beat, а сада водитељка на телевизији DSF)
- Yvonne Spath, "Y" (Плесачица код Sarah Connor, водитељка на телевизији DSF, водитељка у Moneyexpress на VIVA и Nickelodeon)
- Indra Zimmermann (Плесачица код DJ Bobo)
- Kira Lingenberg (Плесачица код B.G. The Prince of Rap, Sir Elton John, глумица у "Unter Uns", руководи сопственим студиом за пилатес у Берлину.
- Sibel Dugan (Бивши члан)

## Дискографија

### Синглови
- Bad Girls (1996)
- I know that you want me(1997)
- It's my Game (1997)
- Get it on (1997)
- It's all about you (1998)*PROMO сингл
- Get funky go sista (1998)
- Night Fever  (1998)*само у Јапану
- I wanna have... (1999)
- + Go Hand in hand for Christmas Day (учешће на Charity-Single 1997)

### Албуми
1. 1:14
2. 3:16
3. 3:20
4. 3:59
5. 3:33
6. 1:01
7. 4:06
8. 4:11
9. 3:54
10. 1:28
11. 3:50
12. 4:30
13. 3:33
14. 0:55
15. 3:49
16. 3:31
17. 3:27

Октобра 2003. године снимили су песму The day before Christmas која се налази на албуму That's Christmas now!, где се налазе песме разних извођача.